# Додис, Евгений Моисеевич
Евге́ний Моисе́евич До́дис (англ. Yevgeniy Dodis; род. 8 апреля 1976, Кишинёв) — американский криптограф, учёный в области информатики. Профессор Нью-Йоркского университета.

## Биография
После окончания средней специализированной математической школы в Кишинёве, поступил на физико-математический факультет Молдавского государственного университета. После первого года обучения в 1993 году эмигрировал с родителями в США. В 1996 году окончил Нью-Йоркский университет со специализацией в математике и информатике, в 1998 году получил степень магистра в области информатики и инженерных наук в Массачусетском технологическом институте. В 2000 году защитил диссертацию доктора философии в информатике в Массачусетском технологическом институте, специализируясь в криптографии под руководством Мадху Судана. С 2001 года преподаёт в Нью-Йоркском университете (с 2008 года — доцент, с 2012 года — профессор в отделении информатики).
Основные труды в области теоретической криптографии. Фелло Международной ассоциации криптологических исследований (2020). Индекс Хирша 71 (август 2023).
Играл в «Что? Где? Когда?».

## Под редакцией Е. Додиса
- Public Key Cryptography — PKC 2006: 9th International Conference on Theory and Practice in Public-Key Cryptography, New York, NY, USA, April 24—26, 2006. Lecture Notes in Computer Science. Springer, 2006.
- Theory of Cryptography: 12th International Conference, TCC 2015, Warsaw, Poland, March 23—25, 2015, Proceedings, Part I.  Lecture Notes in Computer Science / Security and Cryptology. Springer, 2015.
- Theory of Cryptography: 12th International Conference, TCC 2015, Warsaw, Poland, March 23—25, 2015, Proceedings, Part II. Lecture Notes in Computer Science. Springer, 2015.